# Team Disney Building Anaheim
Pour les articles homonymes, voir Team Disney Building.
Le Team Disney Building d'Anaheim en Californie est le siège administratif du Disneyland Resort. Il est souvent surnommé TDA dans les articles de fans.
Sa fonction principale est d'accueillir la direction (en particulier, les bureaux du président de Disneyland, Matt Ouimet), ainsi que différents services commerciaux et publicitaires. Ces services sont les "descendants" de Disneyland Inc. TDA accueille également la Disney University, utilisé entre autres pour les "auditions" (Disney utilise ce terme pour désigner les entretiens d'embauche des Cast Members).
Ce bâtiment est l'œuvre de l'architecte Frank Gehry et a ouvert ses portes en 1996.
Le Team Disney Building d'Anaheim est situé dans l'angle nord-est du complexe de Disneyland Resort, le long de l'autoroute. Étalé sur près de 250 m, il s’élève de quatre étages comme celui de Floride et présente deux façades bien différentes.
- Celle donnant sur l'autoroute est rectiligne et de couleur vert argent dans un subtil dégradé qui change de couleur avec le soleil.
- Celle donnant sur le parc est « déstructurée », élément architectural spécifique de l’œuvre de Gehry et de couleur jaune.

Une place pavée se trouve au pied de la façade côté parc. Elle permet de rejoindre la partie centrale hypertrophiée, également caractéristique de l’œuvre de Gehry. Le reste du bâtiment épouse au plus près le dénivelé du terrain. Ainsi à l'ouest, le bâtiment forme une pointe effilée le long de l'autoroute tandis qu'il s'incurve à l'est et forme sur l'autre face une petite place qui permet de rejoindre le parking de plusieurs étages construit à côté et en partie masqué par des arbres, détail architectural plutôt rare chez Gehry.